# Wola Mieszkańców
Stowarzyszenie Wola Mieszkańców – ruch miejski działający w warszawskiej dzielnicy Wola jako stowarzyszenie rejestrowe, jego członkowie od 2014 zasiadają w radzie dzielnicy.

## Działalność
Stowarzyszenie tworzą mieszkańcy Woli. Założone zostało w 2016. Na czele trzyosobowego zarządu stoi Aneta Skubida. Jako inicjatywa społeczna angażuje się w działalność polityczną na szczeblu samorządowym. Kieruje się takimi zasadami jak: partycypacja społeczna, transparentność, bliskość, rozpoznawalność i dostępność przedstawicieli samorządowych, dialog, poszanowanie historii i tożsamości. Stowarzyszenie wydaje czasopismo. Jest zaangażowane w przeciwdziałanie chaotycznemu zabudowywaniu dzielnicy.

### Udział w wyborach
W wyborach samorządowych 2014, startując w ramach nieformalnej koalicji ruchów miejskich, Wola Mieszkańców, startując jako KWW Wola Zmian, zdobyła 3714 głosów (8,5%), co dało mandat Anecie Skubidzie.
W wyborach w 2018 Wola Mieszkańców startowała w ramach ogólnomiejskiej koalicji KWW Miasto Jest Nasze – Ruchy Miejskie. W wyborach do rady dzielnicy stowarzyszenie uzyskało 8882 głosy (13,37%), co przełożyło się na 2 mandaty dla Anety Skubidy i Kamila Kociszewskiego.
W wyborach w 2024 KWW Wola Mieszkańców – Społecznicy z Woli otrzymał 3733 głosy (6,84%), otrzymując 2 mandaty.  Radnymi z ramienia komitetu zostali Kamil Kociszewski i Anna Grzelak. 